# Rosa DeLauro
Rosa Luisa DeLauro, född 2 mars 1943 i New Haven i Connecticut, är en amerikansk demokratisk politiker. Hon representerar delstaten Connecticuts tredje distrikt i USA:s representanthus sedan 1991.
DeLauro studerade vid London School of Economics 1962-1963. Hon avlade 1964 kandidatexamen vid Marymount College och 1966 masterexamen vid Columbia University.
DeLauro var Christopher Dodds kampanjchef i senatsvalet 1980. Hon var sedan Dodds stabschef under hans första mandatperiod i senaten. Hon efterträdde 1991 Bruce Morrison som kongressledamot.
DeLauro är gift med statsvetaren och politiska konsulten Stan Greenberg.